# Доній Округ
45°28′ пн. ш. 14°42′ сх. д. / 45.46° пн. ш. 14.70° сх. д.
Доній Округ (хорв. Donji Okrug) — населений пункт у Хорватії, у Приморсько-Горанській жупанії у складі міста Делниці.

## Населення
Населення за даними перепису 2011 року становило 2 осіб.
Динаміка чисельності населення поселення:

## Клімат
Середня річна температура становить 7,48 °C, середня максимальна – 20,39 °C, а середня мінімальна – -6,20 °C. Середня річна кількість опадів – 1498 мм.
| Клімат поселення                              | Клімат поселення | Клімат поселення | Клімат поселення | Клімат поселення | Клімат поселення | Клімат поселення | Клімат поселення | Клімат поселення | Клімат поселення | Клімат поселення | Клімат поселення | Клімат поселення | Клімат поселення |
| Показник                                      | Січ.             | Лют.             | Бер.             | Квіт.            | Трав.            | Черв.            | Лип.             | Серп.            | Вер.             | Жовт.            | Лист.            | Груд.            |                  |
| Середній максимум, °C                         | 4,11             | 4,80             | 7,44             | 11,20            | 16,02            | 19,73            | 20,39            | 20,08            | 16,34            | 12,26            | 7,14             | 3,35             |                  |
| Середня температура, °C                       | −1,04            | −0,36            | 2,28             | 6,03             | 10,85            | 14,57            | 16,70            | 16,40            | 12,66            | 8,58             | 3,45             | −0,35            |                  |
| Середній мінімум, °C                          | −6,2             | −5,55            | −2,89            | 0,87             | 5,70             | 9,41             | 13,01            | 12,72            | 8,98             | 4,90             | −0,24            | −4,04            |                  |
| Норма опадів, мм                              | 94               | 94               | 113              | 125              | 112              | 135              | 101              | 118              | 136              | 164              | 175              | 131              |                  |
| Середньомісячна швидкість вітру, м/с          | 2.68             | 2.87             | 3.02             | 2.83             | 2.63             | 2.51             | 2.34             | 2.42             | 2.43             | 2.67             | 2.88             | 2.88             |                  |
| Середньомісячна сонячна радіація, кДж/м²·день | 4263             | 7073             | 10228            | 14535            | 18586            | 20027            | 21431            | 18122            | 13404            | 8800             | 4623             | 3540             |                  |
| --------------------------------------------- | ---------------- | ---------------- | ---------------- | ---------------- | ---------------- | ---------------- | ---------------- | ---------------- | ---------------- | ---------------- | ---------------- | ---------------- | ---------------- |
| Джерело:                                      |                  |                  |                  |                  |                  |                  |                  |                  |                  |                  |                  |                  |                  |